# Ляскі (Куявсько-Поморське воєводство)
Ляскі (пол. Laski) — село в Польщі, у гміні Слівиці Тухольського повіту Куявсько-Поморського воєводства.
Населення — 128 осіб (2011).
У 1975-1998 роках село належало до Бидгощського воєводства.

## Демографія
Демографічна структура станом на 31 березня 2011 року:
|          | Загалом | Допрацездатний вік | Працездатний вік | Постпрацездатний вік |
| -------- | ------- | ------------------ | ---------------- | -------------------- |
| Чоловіки | 71      | 11                 | 51               | 9                    |
| Жінки    | 57      | 6                  | 35               | 16                   |
| Разом    | 128     | 17                 | 86               | 25                   |